# Dieter Hattrup
Dieter Hattrup (* 17. August 1948 in Herne) ist ein deutscher katholischer Theologe. Er war Professor für Dogmatik und Dogmengeschichte ad personam an der Theologischen Fakultät Paderborn.

## Leben
Dieter Hattrup studierte Mathematik, Physik und katholische Theologie in Münster, Regensburg und Bonn. 1978 promovierte er im Fachbereich Mathematik. Nach seiner Priesterweihe im Jahre 1980 war er sieben Jahre lang in der Pfarrseelsorge tätig. 1986 erfolgte eine zweite Promotion und 1990 die Habilitation im Fachbereich katholische Theologie. Seit 1991 war er ordentlicher Professor für Dogmatik und Dogmengeschichte ad personam an der Theologischen Fakultät Paderborn.
Zum Ende des Sommersemesters 2018 wurde er nach 27 Jahren in den Ruhestand verabschiedet. Von 2005 bis 2016 war er auch Gastprofessor für Dogmatik an der Universität Fribourg/Schweiz. Er lebt heute in Deutschland und in der Schweiz.

## Denken
Seine Denkform bezeichnet er selbst als Sesquiistik (von sesqui = anderthalb) und legt ihr drei Grundsätze oder Säulen zugrunde:
1. „Natur ist diejenige Wirklichkeit, die ich ergreifen kann; Gott diejenige Wirklichkeit, die mich ergreift.“
2. „Wahrheit ist die Fähigkeit, mich und den anderen am Leben zu erhalten; Interesse ist die Schrumpfform der Wahrheit, in der ich nur mich am Leben erhalten will.“
3.  „Die Freiheit Gottes und des Menschen ist direkt nicht anschaubar; sie zeigt sich in der Welt im Schattenspiel von Zufall und Notwendigkeit.“

## Werke (Auswahl)
Zahlreiche Schriften, Beiträge und Bücher, im In- und Ausland.
- Der δ-Operator auf Produkten streng pseudokonvexer Gebiete. Bonner Mathematische Schriften Nr. 107 (Dissertation). Bonn, 1978.

Bücher
- Die Bewegung der Zeit. Naturwissenschaftliche Kategorien und die christologische Vermittlung von Sein und Geschichte. Mit einem Vorwort von C. F. von Weizsäcker. Aschendorff, Münster 1988.
- Eschatologie. Bonifatius, Paderborn 1992.
- Ekstatik der Geschichte. Die Entwicklung der christologischen Erkenntnistheorie Bonaventuras. Schöningh, Paderborn 1993.
- Theologie der Erde. Bonifatius, Paderborn 1994.
- Einstein und der würfelnde Gott. An den Grenzen des Wissens in Naturwissenschaft und Theologie. Herder, Freiburg i. Br. 2001.
- Die Wirklichkeitsfalle. Vom Drama der Wahrheitssuche in Naturwissenschaft und Philosophie. Herder, Freiburg i. Br. 2003.
- Carl Friedrich von Weizsäcker – Physiker und Philosoph. WBG, Darmstadt 2004.
- Frankenberger – Gottbekenntnisse großer Naturforscher. Erweitert und kommentiert von D. Hattrup. Neuauflage. Paulinus, Trier 2005.
- Der Traum von der Weltformel oder Warum das Universum schweigt. Herder, Freiburg i. Br. 2006.
- Darwins Zufall oder Wie Gott die Welt erschuf. Herder, Freiburg i. Br. 2008, ISBN 978-3-451-29930-8.
- Freiheit als Schattenspiel von Zufall und Notwendigkeit – Vier Dialoge. Herder, Freiburg i. Br. 2009.
- Die heilsame Sturheit der Kirche. Eine Denkschrift. Herder, Freiburg i. Br. 2012, ISBN 978-3-451-34128-1.
- Luthers neue religiöse Erfahrung. Reflexion zum Text der Kantate von Johann Sebastian Bach: Christum wir sollen loben schon, BWV 121. Anlässlich der Aufführung in der ref. Kirche Trogen am 19. Dezember 2014.
- Darwin als Kirchenvater 1: Stephen Jay Gould. CreateSpace, 2014, ISBN 978-1-5031-4449-1.
- Darwin als Kirchenvater 2: Albert Einstein u. a. CreateSpace, 2014, ISBN 978-1-5031-4493-4.
- Darwin als Kirchenvater 3: Thomas von Aquin. CreateSpace, 2014, ISBN 978-1-5032-3444-4.
- Gottbekenntnisse großer Naturforscher. Paulinus, Trier 2022, ISBN 978-3-7902-1756-8.